# Herpyza
Herpyza é um género botânico pertencente à família Fabaceae.